# Basilika Don Bosco (Castelnuovo Don Bosco)

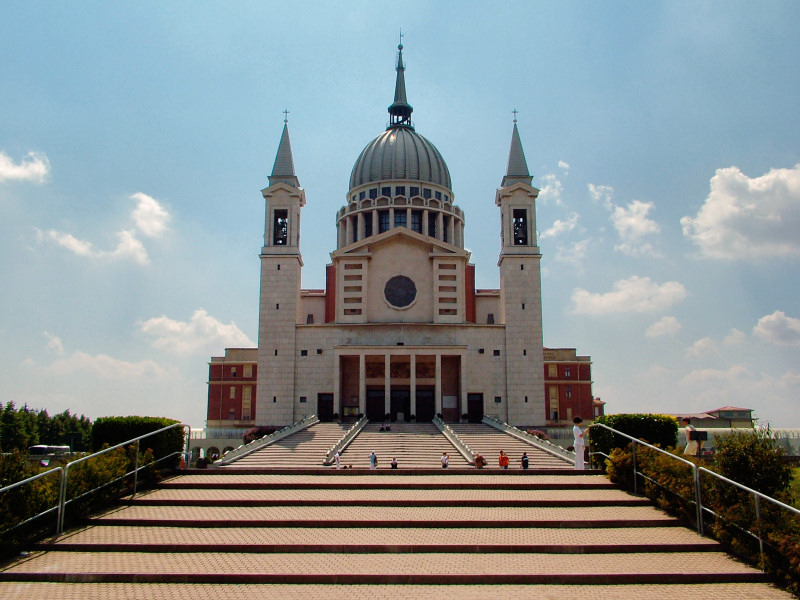
Basilika Don Bosco

Die Basilika Don Bosco ist eine römisch-katholische Kirche auf dem Colle Don Bosco im Ortsteil Morialdo von Castelnuovo Don Bosco, Piemont, Italien. Die Wallfahrtskirche des Erzbistums Turin trägt den Titel einer Basilica minor und ist Don Bosco gewidmet. Die Salesianerkirche wurde Mitte des 20. Jahrhunderts am Geburtsort des Heiligen errichtet.

## Geschichte
Der Grundstein wurde am 11. Juni 1961 durch den Erzbischof von Turin Maurilio Fossati gesegnet. Das Bauwerk wurde vom Ingenieur Enea Ronca und dem Architekten Rubatto entworfen. Der erste Gottesdienst wurde 1966 gefeiert, 1984 wurde die Kirche fertiggestellt.
Am 3. September 1988, im Jahr der ersten Hundertjahrfeier des Todes von Don Bosco, wurde die Kirche von Papst Johannes Paul II. besucht, der Laura Vicuña hierbei selig sprach. Am 12. April 2010 erhob Papst Benedikt XVI. die Kirche in den Rang einer Basilika minor.

## Architektur
Die Kirche erhielt eine klassizistisch inspirierte Fassade in moderner Ausführung und eine 26 Meter hohe Kuppel. Aus der Fassade ragen zwei Glockentürme hervor, die zusammen mit der Kuppel und der großen Freitreppe das Äußere der Basilika prägen. Das Bauwerk ist in eine moderne Oberkirche und eine traditionellere Unterkirche gegliedert, die jeweils 700 Sitzplätze bieten. Vor der Kirche befindet sich ein großer Platz für die Wallfahrer.

## Ausstattung

### Oberkirche

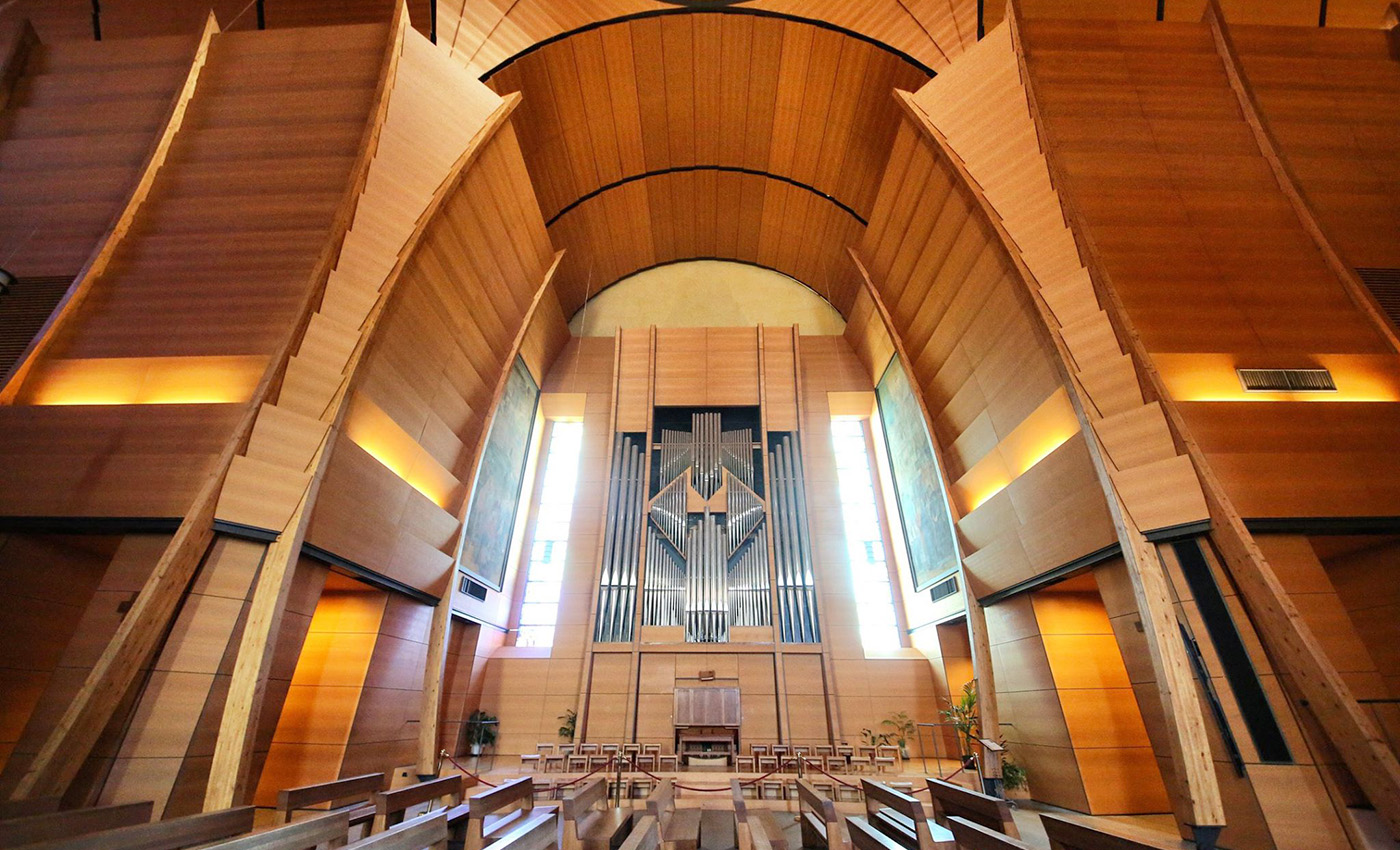
Orgel der Oberkirche

Die Oberkirche wurde in modernen Linien mit Holz ausgestaltet. Der Chor wird von einer 8 m großen Lindenholzstatue dominiert, der Wiederauferstande Erlöser Christus wurde vom Bildhauer Corrado Piazza geschaffen und stellt die Erinnerung an den kindlichen Traum Don Boscos dar. Entlang der Seitenschiffe stehen die 14 Skulpturen der Via Lucis von Giovanni Dragoni. Der Maler Mario Bogani schuf sechs Gemälde zu den Lebensstationen von Don Bosco sowie ein Fresko über dem Aufgang zur Oberkirche. Am Eingang zum Obergeschoss steht die Bronzestatue von Don Bosco, die ihm 1929 von den italienischen Lehrern gewidmet wurde. Die Orgel von Pinchi auf der linken Kirchenseite aus dem Jahr 2000 bietet mit drei Manualen und Pedal 48 Register.

### Unterkirche
Die niedrige Unterkirche bildet die Krypta der Basilika. Sie hat die Form eines lateinischen Kreuzes mit drei Schiffen, die von zwei Säulenreihen begrenzt werden. Sie ist teilweise marmorverkleidet und besitzt eine Kassettendecke. Die Kirchenschiffe sind mit einer Reihe von Seitenaltären ausgestattet. Die Krypta soll an den Geburtsort Don Bosco erinnern und beinhaltet die Reliquie des Heiligen, einen Teil seines Gehirns. Auf der rechten Seite des Querschiffs befindet sich die Kapelle des hl. Franz von Sales, des Schutzheiligen der Salesianerkongregation, auf der linken Seite des Querschiffs steht eine Orgel. Die Apsiswand des Chorraums wird von einem Gemälde von Mario Caffaro Rore beherrscht, auf dem die Herbstspaziergänge dargestellt sind, die Don Bosco mit seinen Jungen von Turin nach Becchi unternahm, dem nahe gelegenen Dorf, in dem er sein noch erhaltenes Elternhaus hatte.